# Puchar IBU w biathlonie 2020/2021
Puchar IBU w biathlonie 2020/2021 – trzynasta edycja tego cyklu zawodów. Sezon rozpoczął się 14 stycznia 2021 r. w niemieckim Arber, a zakończył 14 marca tego samego roku w austriackim Obertilliach. Tegoroczne mistrzostwa Europy, wliczane do klasyfikacji generalnej, odbyły się w dniach 27–31 stycznia 2021 r. w Dusznikach-Zdroju.
Zawody, które miały odbyć się w ramach cyklu w listopadzie i grudniu 2020 r. zostały odwołane. Tytułów z poprzedniego sezonu bronili: wśród kobiet Szwedka Elisabeth Högberg, natomiast wśród mężczyzn Niemiec Lucas Fratzscher.

## Harmonogram

### Mężczyźni
| Lp.                                                   | Data                 | Miejscowość          | Konkurencja                | Złoto                     | Srebro                    | Brąz                           |
| ----------------------------------------------------- | -------------------- | -------------------- | -------------------------- | ------------------------- | ------------------------- | ------------------------------ |
| 1                                                     | 14 stycznia 2021     | Arber                | Sprint na 10 km            | Aleksander Fjeld Andersen | Filip Fjeld Andersen      | Sivert Guttorm Bakken          |
| 2                                                     | 16 stycznia 2021     | Arber                | Sprint na 10 km            | Filip Fjeld Andersen      | Philipp Nawrath           | Sivert Guttorm Bakken          |
| 3                                                     | 20 stycznia 2021     | Arber                | Bieg indywidualny na 15 km | Endre Strømsheim          | Philipp Nawrath           | Aleksander Fjeld Andersen      |
| 4                                                     | 22 stycznia 2021     | Arber                | Sprint na 10 km            | Filip Fjeld Andersen      | Sivert Guttorm Bakken     | Philipp Nawrath                |
| Mistrzostwa Europy w Biathlonie 2021 (27–31 stycznia) |                      |                      |                            |                           |                           |                                |
| 5                                                     | 27 stycznia 2021     | Duszniki-Zdrój       | Bieg indywidualny na 20 km | Andrejs Rastorgujevs      | Erlend Bjøntegaard        | Endre Strømsheim               |
| 6                                                     | 29 stycznia 2021     | Duszniki-Zdrój       | Sprint na 10 km            | Martin Jäger              | Said Karimułła Chalili    | Johannes Kühn                  |
| 7                                                     | 30 stycznia 2021     | Duszniki-Zdrój       | Bieg pościgowy na 12,5 km  | Artem Pryma               | Michal Krčmář             | Håvard Gutubø Bogetveit        |
| 8                                                     | 13 lutego 2021       | Osrblie              | Sprint na 10 km            | Håvard Gutubø Bogetveit   | Justus Strelow            | Erlend Bjøntegaard             |
| 9                                                     | 14 lutego 2021       | Osrblie              | Bieg pościgowy na 12,5 km  | Philipp Nawrath           | Justus Strelow            | Sivert Guttorm Bakken          |
| 10                                                    | 17 lutego 2021       | Osrblie              | Bieg indywidualny na 15 km | Nikita Porszniew          | Justus Strelow            | Endre Strømsheim               |
| 11                                                    | 20 lutego 2021       | Osrblie              | Sprint na 10 km            | Philipp Nawrath           | David Zobel               | Rusłan Tkałenko Philipp Horn   |
| 12                                                    | 21 lutego 2021       | Osrblie              | Bieg pościgowy na 12,5 km  | Endre Strømsheim          | Sivert Guttorm Bakken     | Aleksander Fjeld Andersen      |
| 13                                                    | 10 marca 2021        | Obertilliach         | Bieg indywidualny na 15 km | Hugo Rivail               | Daniele Cappellari        | Heikki Laitinen Justus Strelow |
| 14                                                    | 12 marca 2021        | Obertilliach         | Sprint na 10 km            | Philipp Nawrath           | Aleksander Fjeld Andersen | Hugo Rivail                    |
| 15                                                    | 13 marca 2021        | Obertilliach         | Sprint na 10 km            | Filip Fjeld Andersen      | Sivert Guttorm Bakken     | Aleksander Fjeld Andersen      |
| Klasyfikacja końcowa                                  | Klasyfikacja końcowa | Klasyfikacja końcowa | Klasyfikacja końcowa       | Filip Fjeld Andersen      | Philipp Nawrath           | Sivert Guttorm Bakken          |

### Kobiety
| Lp.                                                   | Data                 | Miejscowość          | Konkurencja                  | Złoto                                        | Srebro                   | Brąz                     |
| ----------------------------------------------------- | -------------------- | -------------------- | ---------------------------- | -------------------------------------------- | ------------------------ | ------------------------ |
| 1                                                     | 14 stycznia 2021     | Arber                | Sprint na 7,5 km             | Tatjana Akimowa                              | Walerija Wasniecowa      | Anastasija Szewczenko    |
| 2                                                     | 16 stycznia 2021     | Arber                | Sprint na 7,5 km             | Tatjana Akimowa                              | Anastasija Szewczenko    | Camille Bened            |
| 3                                                     | 20 stycznia 2021     | Arber                | Bieg pościgowy na 12,5 km    | Tamara Steiner                               | Anna Weidel              | Jekatierina Bech         |
| 4                                                     | 22 stycznia 2021     | Arber                | Sprint na 7,5 km             | Walerija Wasniecowa                          | Åsne Skrede              | Lou Jeanmonnot-Laurent   |
| Mistrzostwa Europy w Biathlonie 2021 (27–31 stycznia) |                      |                      |                              |                                              |                          |                          |
| 5                                                     | 27 stycznia 2021     | Duszniki-Zdrój       | Bieg indywidualny na 15 km   | Monika Hojnisz-Staręga                       | Anastasija Merkuszyna    | Łarisa Kuklina           |
| 6                                                     | 29 stycznia 2021     | Duszniki-Zdrój       | Sprint na 7,5 km             | Baiba Bendika                                | Karoline Erdal           | Anastasija Szewczenko    |
| 7                                                     | 30 stycznia 2021     | Duszniki-Zdrój       | Bieg pościgowy na 10 km      | Kamila Żuk                                   | Karoline Erdal           | Åsne Skrede              |
| 8                                                     | 13 lutego 2021       | Osrblie              | Sprint na 7,5 km             | Vanessa Voigt                                | Jekatierina Noskowa      | Anna Weidel              |
| 9                                                     | 14 lutego 2021       | Osrblie              | Bieg pościgowy na 10 km      | Vanessa Voigt                                | Anastasija Goriejewa     | Anastasija Jegorowa      |
| 10                                                    | 17 lutego 2021       | Osrblie              | Bieg indywidualny na 12,5 km | Vanessa Voigt                                | Hanna Kebinger           | Madeleine Phaneuf        |
| 11                                                    | 20 lutego 2021       | Osrblie              | Sprint na 7,5 km             | Anastasija Jegorowa                          | Marthe Kråkstad Johansen | Karoline Erdal           |
| 12                                                    | 21 lutego 2021       | Osrblie              | Bieg pościgowy na 10 km      | Anna Weidel                                  | Anna Krywonos            | Ragnhild Femsteinevik    |
| 13                                                    | 10 marca 2021        | Obertilliach         | Bieg indywidualny na 12,5 km | Vanessa Voigt                                | Anastasija Goriejewa     | Sophie Chauveau          |
| 14                                                    | 12 marca 2021        | Obertilliach         | Sprint na 7,5 km             | Emilie Ågheim Kalkenberg Anastasija Jegorowa | Nie przyznano            | Rebecca Passler          |
| 15                                                    | 13 marca 2021        | Obertilliach         | Sprint na 7,5 km             | Anastasija Goriejewa                         | Anastasija Jegorowa      | Caroline Colombo         |
| Klasyfikacja końcowa                                  | Klasyfikacja końcowa | Klasyfikacja końcowa | Klasyfikacja końcowa         | Vanessa Voigt                                | Karoline Erdal           | Emilie Ågheim Kalkenberg |

## Sztafety

### Mężczyźni
| Lp. | Data             | Miejscowość | Konkurencja         | Złoto                                                                          | Srebro                                                                         | Brąz                                                                                                 | Lider po konkurencji |
| --- | ---------------- | ----------- | ------------------- | ------------------------------------------------------------------------------ | ------------------------------------------------------------------------------ | --- | -------------------- |
| 1   | 17 stycznia 2021 | Arber       | Sztafeta 4 × 7,5 km | Niemcy Justus Strelow · Dominic Schmuck · Danilo Riethmüller · Philipp Nawrath | Ukraina Rusłan Bryhadyr · Andrij Docenko · Taras Lesiuk · Bohdan Cymbał        | Francja Oscar Lombardot · Sébastien Mahon · Éric Perrot · Hugo Rivail                                | Niemcy               |
| 2   | 18 lutego 2021   | Osrblie     | Sztafeta 4 × 7,5 km | Niemcy Justus Strelow · Lucas Fratzscher · Philipp Horn · Philipp Nawrath      | Rosja Kiriłł Strielcow · Wasilij Tomszyn · Nikita Porszniew · Siemion Sucziłow | Norwegia Aleksander Fjeld Andersen · Erlend Bjøntegaard · Håvard Gutubø Bogetveit · Endre Strømsheim | Niemcy               |

### Kobiety
| Lp. | Data             | Miejscowość | Konkurencja       | Złoto                                                                                      | Srebro                                                                          | Brąz                                                                                | Lider po konkurencji |
| --- | ---------------- | ----------- | ----------------- | ------------------------------------------------------------------------------------------ | ------------------------------------------------------------------------------- | ----------------------------------------------------------------------------------- | -------------------- |
| 1   | 17 stycznia 2021 | Arber       | Sztafeta 4 × 6 km | Rosja Walerija Wasniecowa · Anastasija Goriejewa · Anastasija Szewczenko · Tatjana Akimowa | Szwecja Ingela Andersson · Tilda Johansson · Anna Magnusson · Elisabeth Högberg | Niemcy Franziska Hildebrand · Stefanie Scherer · Vanessa Voigt · Marion Deigentesch | Rosja                |
| 2   | 18 lutego 2021   | Osrblie     | Sztafeta 4 × 6 km | Rosja Natalia Gierbułowa · Jekatierina Noskowa · Walerija Wasniecowa · Anastasija Jegorowa | Szwecja Elisabeth Högberg · Stina Nilsson · Ingela Andersson · Anna Hedström    | Niemcy Anna Weidel · Juliane Frühwirt · Hanna Kebinger · Marion Deigentesch         | Rosja                |

### Mieszane
| Lp. | Data             | Miejscowość         | Konkurencja                  | Złoto                                                                                            | Srebro                                                                                         | Brąz                                                                                               | Lider po konkurencji |
| --- | ---------------- | ------------------- | ---------------------------- | ------------------------------------------------------------------------------------------------ | ---------------------------------------------------------------------------------------------- | -------------------------------------------------------------------------------------------------- | -------------------- |
| 1   | 23 stycznia 2021 | Arber               | Pojedyncza sztafeta mieszana | Norwegia Endre Strømsheim · Karoline Erdal                                                       | Włochy Daniele Cappellari · Rebecca Passler                                                    | Niemcy Lucas Fratzscher · Stefanie Scherer                                                         | Norwegia             |
| 2   | 23 stycznia 2021 | Arber               | Sztafeta mieszana            | Rosja Said Karimułła Chalili · Daniił Sierochwostow · Anastasija Goriejewa · Walerija Wasniecowa | Francja Oscar Lombardot · Sébastien Mahon · Sophie Chauveau · Camille Bened                    | Norwegia Aleksander Fjeld Andersen · Filip Fjeld Andersen · Åsne Skrede · Emilie Ågheim Kalkenberg | Norwegia             |
| 3   | 31 stycznia 2021 | Duszniki-Zdrój (ME) | Pojedyncza sztafeta mieszana | Niemcy Stefanie Scherer · Justus Strelow                                                         | Francja Caroline Colombo · Emilien Claude                                                      | Rosja Łarisa Kuklina · Jewgienij Garaniczew                                                        | Niemcy               |
| 4   | 31 stycznia 2021 | Duszniki-Zdrój (ME) | Sztafeta mieszana            | Norwegia Emilie Ågheim Kalkenberg · Åsne Skrede · Erlend Bjøntegaard · Sivert Guttorm Bakken     | Niemcy Vanessa Voigt · Marion Deigentesch · Dominic Schmuck · Philipp Nawrath                  | Ukraina Iryna Petrenko · Wita Semerenko · Bohdan Cymbał · Artem Pryma                              | Norwegia             |
| 5   | 14 marca 2021    | Obertilliach        | Sztafeta mieszana            | Niemcy Marion Deigentesch · Hanna Kebinger · Dominic Schmuck · Lucas Fratzscher                  | Norwegia Emilie Ågheim Kalkenberg · Åsne Skrede · Filip Fjeld Andersen · Sivert Guttorm Bakken | Czechy Anna Tkadlecová · Tereza Voborníková · Milan Žemlička · Adam Václavík                       | Niemcy · Norwegia    |
| 6   | 14 marca 2021    | Obertilliach        | Pojedyncza sztafeta mieszana | Norwegia Karoline Erdal · Aleksander Fjeld Andersen                                              | Rosja Anastasija Jegorowa · Wasilij Tomszyn                                                    | Francja Paula Botet · Sébastien Mahon                                                              | Norwegia             |

## Klasyfikacje

### Mężczyźni
| Miejsce | Zawodnik                  | Punkty |
| ------- | ------------------------- | ------ |
| 1.      | Filip Fjeld Andersen      | 534    |
| 2.      | Philipp Nawrath           | 529    |
| 3.      | Sivert Guttorm Bakken     | 523    |
| 4.      | Aleksander Fjeld Andersen | 502    |
| 5.      | Håvard Gutubø Bogetveit   | 444    |
| 6.      | Justus Strelow            | 439    |
| 7.      | Endre Strømsheim          | 410    |
| 8.      | Erlend Bjøntegaard        | 346    |
| 9.      | Daniele Cappellari        | 341    |
| 10.     | Nikita Porszniew          | 328    |

| Miejsce | Zawodnik                  | Punkty |
| ------- | ------------------------- | ------ |
| 11.     | Siemion Sucziłow          | 317    |
| 12.     | Hugo Rivail               | 305    |
| 13.     | Giuseppe Montello         | 252    |
| 14.     | Said Karimułła Chalili    | 246    |
| 15.     | Lucas Fratzscher          | 246    |
| 16.     | Patrick Braunhofer        | 225    |
| 17.     | Dominic Schmuck           | 224    |
| 18.     | Philipp Horn              | 213    |
| 19.     | Johannes Werner Donhauser | 211    |
| 20.     | Taras Łesiuk              | 198    |

| Miejsce | Zawodnik                  | Punkty |
| ------- | ------------------------- | ------ |
| 1.      | Endre Strømsheim          | 162    |
| 2.      | Justus Strelow            | 140    |
| 3.      | Philipp Nawrath           | 124    |
| 4.      | Nikita Porszniew          | 105    |
| 5.      | Aleksander Fjeld Andersen | 105    |
| 6.      | Sivert Guttorm Bakken     | 105    |
| 7.      | Filip Fjeld Andersen      | 101    |
| 8.      | Hugo Rivail               | 97     |
| 9.      | Erlend Bjøntegaard        | 94     |
| 10.     | Said Karimułła Chalili    | 91     |

| Miejsce | Zawodnik                  | Punkty |
| ------- | ------------------------- | ------ |
| 1.      | Filip Fjeld Andersen      | 312    |
| 2.      | Philipp Nawrath           | 290    |
| 3.      | Sivert Guttorm Bakken     | 276    |
| 4.      | Aleksander Fjeld Andersen | 273    |
| 5.      | Håvard Gutubø Bogetveit   | 263    |
| 6.      | Daniele Cappellari        | 187    |
| 7.      | Erlend Bjøntegaard        | 164    |
| 8.      | Giuseppe Montello         | 161    |
| 9.      | Justus Strelow            | 159    |
| 10.     | Siemion Sucziłow          | 159    |

| Miejsce | Zawodnik                  | Punkty |
| ------- | ------------------------- | ------ |
| 1.      | Sivert Guttorm Bakken     | 102    |
| 2.      | Justus Strelow            | 97     |
| 3.      | Endre Strømsheim          | 96     |
| 4.      | Aleksander Fjeld Andersen | 91     |
| 5.      | Håvard Gutubø Bogetveit   | 82     |
| 6.      | Philipp Nawrath           | 80     |
| 7.      | Filip Fjeld Andersen      | 80     |
| 8.      | Erlend Bjøntegaard        | 69     |
| 9.      | Siemion Sucziłow          | 61     |
| 10.     | Artem Pryma               | 60     |

| Klasyfikacja Pucharu Narodów |            |        |
| \| Miejsce \| Kraj \| Punkty \| \| ------- \| ---------- \| ------ \| \| 1. \| Norwegia \| 6137 \| \| 2. \| Niemcy \| 5962 \| \| 3. \| Rosja \| 5544 \| \| 4. \| Włochy \| 5185 \| \| 5. \| Ukraina \| 5093 \| \| 6. \| Francja \| 4974 \| \| 7. \| Szwajcaria \| 4639 \| \| 8. \| Austria \| 4560 \| \| 9. \| Szwecja \| 4293 \| \| 10. \| Czechy \| 3878 \| |            |        |
| Miejsce | Kraj       | Punkty |
| 1. | Norwegia   | 6137   |
| 2. | Niemcy     | 5962   |
| 3. | Rosja      | 5544   |
| 4. | Włochy     | 5185   |
| 5. | Ukraina    | 5093   |
| 6. | Francja    | 4974   |
| 7. | Szwajcaria | 4639   |
| 8. | Austria    | 4560   |
| 9. | Szwecja    | 4293   |
| 10. | Czechy     | 3878   |

### Kobiety
| Miejsce | Zawodniczka              | Punkty |
| ------- | ------------------------ | ------ |
| 1.      | Vanessa Voigt            | 467    |
| 2.      | Karoline Erdal           | 356    |
| 3.      | Emilie Ågheim Kalkenberg | 353    |
| 4.      | Åsne Skrede              | 351    |
| 5.      | Anastasija Szewczenko    | 342    |
| 6.      | Lou Jeanmonnot-Laurent   | 340    |
| 7.      | Anastasija Goriejewa     | 334    |
| 8.      | Walerija Wasniecowa      | 327    |
| 9.      | Juliane Frühwirt         | 322    |
| 10.     | Anastasija Jegorowa      | 319    |

| Miejsce | Zawodniczka              | Punkty |
| ------- | ------------------------ | ------ |
| 11.     | Marion Wiesensarter      | 315    |
| 12.     | Marthe Kråkstad Johansen | 311    |
| 13.     | Elisabeth Högberg        | 295    |
| 14.     | Anna Weidel              | 278    |
| 15.     | Anna Magnusson           | 247    |
| 16.     | Natalia Gierbułowa       | 242    |
| 17.     | Ingela Andersson         | 241    |
| 18.     | Ragnhild Femsteinevik    | 240    |
| 19.     | Hanna Kebinger           | 231    |
| 20.     | Iryna Petrenko           | 227    |

| Miejsce | Zawodniczka      | Punkty |
| ------- | ---------------- | ------ |
| 1.      | Vanessa Voigt    | 156    |
| 2.      | Iryna Petrenko   | 104    |
| 3.      | Anna Magnusson   | 97     |
| 4.      | Stefanie Scherer | 97     |
| 5.      | Anna Weidel      | 94     |
| 6.      | Tamara Steiner   | 90     |
| 7.      | Ella Halvarsson  | 90     |
| 8.      | Juliane Frühwirt | 90     |
| 9.      | Hanna Kebinger   | 80     |
| 10.     | Jekatierina Bech | 80     |

| Miejsce | Zawodniczka              | Punkty |
| ------- | ------------------------ | ------ |
| 1.      | Anastasija Szewczenko    | 237    |
| 2.      | Anastasija Jegorowa      | 214    |
| 3.      | Walerija Wasniecowa      | 209    |
| 4.      | Åsne Skrede              | 207    |
| 5.      | Emilie Ågheim Kalkenberg | 206    |
| 6.      | Karoline Erdal           | 202    |
| 7.      | Vanessa Voigt            | 193    |
| 8.      | Lou Jeanmonnot-Laurent   | 191    |
| 9.      | Anastasija Goriejewa     | 190    |
| 10.     | Marthe Kråkstad Johansen | 182    |

| Miejsce | Zawodniczka            | Punkty |
| ------- | ---------------------- | ------ |
| 1.      | Vanessa Voigt          | 96     |
| 2.      | Anna Weidel            | 96     |
| 3.      | Ragnhild Femsteinevik  | 86     |
| 4.      | Karoline Erdal         | 81     |
| 5.      | Juliane Frühwirt       | 81     |
| 6.      | Åsne Skrede            | 80     |
| 7.      | Ingela Andersson       | 80     |
| 8.      | Anastasija Goriejewa   | 78     |
| 9.      | Anastasija Jegorowa    | 76     |
| 10.     | Lou Jeanmonnot-Laurent | 74     |

| Klasyfikacja Pucharu Narodów |            |        |
| \| Miejsce \| Kraj \| Punkty \| \| ------- \| ---------- \| ------ \| \| 1. \| Rosja \| 6059 \| \| 2. \| Niemcy \| 5700 \| \| 3. \| Norwegia \| 5569 \| \| 4. \| Szwecja \| 5528 \| \| 5. \| Francja \| 5221 \| \| 6. \| Ukraina \| 4985 \| \| 7. \| Włochy \| 4452 \| \| 8. \| Szwajcaria \| 4200 \| \| 9. \| Czechy \| 4057 \| \| 10. \| Austria \| 3927 \| |            |        |
| Miejsce | Kraj       | Punkty |
| 1. | Rosja      | 6059   |
| 2. | Niemcy     | 5700   |
| 3. | Norwegia   | 5569   |
| 4. | Szwecja    | 5528   |
| 5. | Francja    | 5221   |
| 6. | Ukraina    | 4985   |
| 7. | Włochy     | 4452   |
| 8. | Szwajcaria | 4200   |
| 9. | Czechy     | 4057   |
| 10. | Austria    | 3927   |

### Sztafety mieszane
| Miejsce | Kraj              | Punkty |
| ------- | ----------------- | ------ |
| 1.      | Rosja             | 120    |
| 2.      | Szwecja           | 108    |
| 3.      | Niemcy            | 96     |
| 4.      | Ukraina           | 81     |
| 5.      | Francja           | 80     |
| 6.      | Norwegia          | 79     |
| 7.      | Czechy            | 64     |
| 8.      | Stany Zjednoczone | 63     |
| 9.      | Szwajcaria        | 61     |
| 10.     | Słowacja          | 60     |

| Miejsce | Kraj       | Punkty |
| ------- | ---------- | ------ |
| 11.     | Polska     | 60     |
| 12.     | Finlandia  | 56     |
| 13.     | Włochy     | 38     |
| 14.     | Słowenia   | 34     |
| 15.     | Austria    | 30     |
| 16.     | Rumunia    | 29     |
| 17.     | Bułgaria   | 25     |
| 18.     | Mołdawia   | 24     |
| 19.     | Kazachstan | 23     |
| 20.     | Estonia    | 22     |